# Чемпіонат Європи з хокею із шайбою серед юніорів 1980
Чемпіонат Європи з хокею із шайбою серед юніорів 1980 — тринадцятий чемпіонат Європи з хокею із шайбою серед юніорів. Чемпіонат пройшов у місті Градець-Кралове (Чехословаччина) з 1 квітня по 7 квітня 1980. Чемпіоном Європи стала юнацька збірна СРСР.

## Група А

### Попередній раунд
Група 1
| Збірна            | 1    | 2   | 3   | 4    | ШЗ/ШП | О |
| ----------------- | ---- | --- | --- | ---- | ----- | - |
| 1. Чехословаччина |      | 7:1 | 9:2 | 11:3 | 27:06 | 6 |
| 2. Швеція         | 1:7  |     | 7:2 | 9:0  | 17:09 | 4 |
| 3. Польща         | 2:9  | 2:7 |     | 6:4  | 10:20 | 2 |
| 4. Норвегія       | 3:11 | 0:9 | 4:6 |      | 07:26 | 0 |

Група 2
| Збірна       | 1    | 2   | 3    | 4    | ШЗ/ШП | О |
| ------------ | ---- | --- | ---- | ---- | ----- | - |
| 1. СРСР      |      | 9:2 | 12:3 | 13:1 | 34:06 | 6 |
| 2. Фінляндія | 2:9  |     | 9:3  | 5:2  | 16:14 | 4 |
| 3. ФРН       | 3:12 | 3:9 |      | 4:3  | 10:24 | 2 |
| 4. Швейцарія | 1:13 | 2:5 | 3:4  |      | 06:22 | 0 |

### Фінальний раунд
Чемпіонська група
| Збірна            | 1     | 2     | 3     | 4     | ШЗ/ШП | О |
| ----------------- | ----- | ----- | ----- | ----- | ----- | - |
| 1. СРСР           |       | 3:2   | 5:1   | (9:2) | 17:05 | 6 |
| 2. Чехословаччина | 2:3   |       | (7:1) | 6:3   | 15:07 | 4 |
| 3. Швеція         | 1:5   | (1:7) |       | 3:1   | 05:13 | 2 |
| 4. Фінляндія      | (2:9) | 3:6   | 1:3   |       | 06:18 | 0 |

Втішний раунд
| Збірна       | 1     | 2     | 3     | 4     | ШЗ/ШП | О |
| ------------ | ----- | ----- | ----- | ----- | ----- | - |
| 1. ФРН       |       | 8:3   | (4:3) | 8:3   | 20:09 | 6 |
| 2. Польща    | 3:8   |       | 5:2   | (6:4) | 14:14 | 4 |
| 3. Швейцарія | (3:4) | 2:5   |       | 8:3   | 13:12 | 2 |
| 4. Норвегія  | 3:8   | (4:6) | 3:8   |       | 10:22 | 0 |

Норвегія вибула до Групи «В».

### Призи та нагороди чемпіонату
| Нагорода            | Гравець         | Збірна         |
| ------------------- | --------------- | -------------- |
| Найкращий бомбардир | Сергій Яшин     | СРСР           |
| Найкращий воротар   | Їржі Стеклік    | Чехословаччина |
| Найкращий захисник  | Петер Андерссон | Швеція         |
| Найкращий нападник  | Сергій Яшин     | СРСР           |

## Група В
Матчі пройшли 4 — 8 березня 1980 в югославському місті Єсениці.

### Попередній раунд
Група 1
| Збірна        | 1   | 2    | 3   | 4    | ШЗ/ШП | О |
| ------------- | --- | ---- | --- | ---- | ----- | - |
| 1. Австрія    |     | 6:5  | 7:6 | 6:1  | 19:12 | 6 |
| 2. Румунія    | 5:6 |      | 5:4 | 10:2 | 20:12 | 4 |
| 3. Франція    | 6:7 | 4:5  |     | 7:6  | 17:18 | 2 |
| 4. Нідерланди | 1:6 | 2:10 | 6:7 |      | 09:23 | 0 |

Група 2
| Збірна       | 1   | 2    | 3   | 4    | ШЗ/ШП | О |
| ------------ | --- | ---- | --- | ---- | ----- | - |
| 1. Югославія |     | 7:6  | 3:3 | 7:5  | 27:14 | 5 |
| 2. Болгарія  | 6:7 |      | 4:2 | 10:4 | 20:13 | 4 |
| 3. Італія    | 3:3 | 2:4  |     | 7:6  | 12:13 | 3 |
| 4. Угорщина  | 5:7 | 4:10 | 6:7 |      | 15:24 | 0 |

### Стикові матчі
| 7-е місце | Угорщина | 11:3 (2:1, 5:0, 4:2) | Нідерланди |  |
| 5-е місце | Франція  | 6:3 (2:1, 2:2, 2:0)  | Італія     |  |
| 3-є місце | Болгарія | 4:2 (2:1, 0:0, 2:1)  | Румунія    |  |
| Фінал     | Австрія  | 4:1 (1:1, 2:0, 1:0)  | Югославія  |  |

Австрія підвищилась до Групи «А», Нідерланди вибули до Групи «C».

## Група C
Матчі проходили в Фредеріксхавні (Данія) 29 березня — 3 квітня 1980.
| Збірна             | 1         | 2         | 3         | ШЗ/ШП | О |
| ------------------ | --------- | --------- | --------- | ----- | - |
| 1. Данія           |           | 11:2 10:0 | 17:2 13:1 | 51:05 | 8 |
| 2. Бельгія         | 2:11 0:10 |           | 4:1 7:8   | 13:30 | 2 |
| 3. Велика Британія | 2:17 1:13 | 1:4 8:7   |           | 12:41 | 2 |

Данія підвищилась до Групи «В».